# Kankaantausta (Hämeenlinna)
Kankaantausta est le 20ème quartier d'Hämeenlinna en Finlande.

## Présentation
Kankaantausta est situé d'un à trois kilomètres au sud du centre-ville d'Hämeenlinna, à côté de Myllymäki et d'Hattelmala.
Elle est longée par la rue Jaakonkatu au nord, le lac Vanajavesi à l'est, la route nationale 10 au sud et l'esker Hattelmalanharju à l'ouest.
À l'Est de la route Helsinki-Tampere qui traverse le quartier se trouvent les sections Virveli et Visamäki.
Kankaantausta est principalement bâti de maisons individuelles et mitoyennes.
Sur la bordure Ouest de Kankaantausta se trouve une zone connue sous le nom de Punaportti, qui comprend l'hôtel résidentiel Punaportti et la maison d'Aartela, qui était autrefois le bâtiment de l'Institut Sibelius (fi).
Dans la partie orientale de Kankaantausta, dans le quartier résidentiel actuel de Visamäki, l'hôpital psychiatrique d'Hattelmala a été construit dans les années 1950, et plusieurs immeubles d'habitation à l'usage de l'hôpital et de son personnel. 
À la suite de la fermeture de l'hôpital psychiatrique, ces bâtiments sont désormais utilisés par l'Université des sciences appliquées HAMK.
Kankaantausta abrite aussi l'Institut professionnel Tavastia.